# Huachinera
Huachinera è una municipalità dello stato di Sonora, nel Messico settentrionale, il cui capoluogo è la località omonima.
La municipalità conta 1.231 abitanti (2010) e ha un'estensione di 1.198,24 km².
Il nome della località significa casa del nopal.